# Нойштадт-на-Айші–Бад-Віндсгайм
Нойштадт-на-Айші–Бад-Віндсгайм (нім. Neustadt an der Aisch-Bad Windsheim) — район у Німеччині, у складі округу Середня Франконія федеральної землі Баварія. Адміністративний центр — місто Нойштадт-на-Айші.

## Населення
Населення району становить 101 272 осіб (станом на 31 грудня 2020).

## Адміністративний поділ
Район складається з 5 міст (нім. Städte), 16 торговельних громад (нім. Märkte) та 17 громад (нім. Gemeinden):
| Міста 1. Бад-Віндсгайм (12195) 2. Бургбернгайм (3368) 3. Нойштадт-на-Айші (13224) 4. Уффенгайм (6564) 5. Шайнфельд (4700) Об'єднання громад 1. Бургбернгайм (Бургбернгайм (місто), Гальмерсгартен, Іллесгайм та Марктбергель) 2. Гагенбюхах-Вільгельмсдорф (Гагенбюхах та Вільгельмсдорф) 3. Діспек (Бауденбах, Діспек, Гутенштеттен та Мюнхштайнах) 4. Нойгоф-ан-дер-Ценн (Нойгоф-ан-дер-Ценн та Траутскірхен) 5. Уффенгайм (Ергерсгайм, Гольгофен, Геммерсгайм, Іппесгайм, Нордгайм, Оберіккельсгайм, Зіммерсгофен, Уффенгайм та Вайгенгайм) 6. Шайнфельд (Лангенфельд, Бібарт, Ташендорф, Обершайнфельд, Шайнфельд та Зугенгайм) 7. Юльфельд (Даксбах, Герардсгофен та Юльфельд) | Торговельні громади 1. Бауденбах (1196) 2. Бургаслах (2615) 3. Даксбах (1790) 4. Емскірхен (6093) 5. Зугенгайм (2334) 6. Іппесгайм (1112) 7. Іпсгайм (2183) 8. Маркт-Бібарт (1894) 9. Маркт-Ерльбах (5703) 10. Маркт-Нордгайм (1122) 11. Маркт-Ташендорф (1003) 12. Марктбергель (1566) 13. Нойгоф-ан-дер-Ценн (2202) 14. Обернценн (2653) 15. Обершайнфельд (1110) 16. Юльфельд (3051) Громади 1. Вайгенгайм (963) 2. Вільгельмсдорф (1515) 3. Гагенбюхах (1608) 4. Гальмерсгартен (813) 5. Геммерсгайм (629) 6. Гергардсгофен (2489) 7. Гольгофен (867) 8. Гутенштеттен (1277) 9. Діспек (3811) 10. Дітерсгайм (2211) 11. Ергерсгайм (1028) 12. Зіммерсгофен (946) 13. Іллесгайм (967) 14. Лангенфельд (1066) 15. Мюнхштайнах (1357) 16. Оберіккельсгайм (737) 17. Траутскірхен (1310) |

Дані про населення наведені станом на 31 грудня 2020.